# Операција Брана ’94
Операција Брана 94 је била назив операције здружених снага Трећег и Другог корпуса АРБиХ. Операција је почела 1. јуна 1994. године из правца Завидовића и са краћим прекидима трајала је до 5. јула 1994. године. Срби су на крају, са далеко мање војника, успели да зауставе напад и одбране Возућу.

## Позадина
Оперативна група "Босна", под командом пуковника Рефика Ленда, са око 5.000 војника из три брдске бригаде (318. завидовићка под командом мајора Јасмина Шарића, 320. завидовићка под командом мајора Фуада Зилкића, и 309. какањска под командом мајора Ибрахима Хукића), је стандардно држала линије у сектору Завидовића. Оне су појачане ударним формацијама из Трећег корпуса: 7. муслиманска бригада под командом пуковника Шерифа Патковића, Одред Ел муџахид, Специјална јединица "Делта", диверзантска јединица "Асим Чамџић", 303. брдска бригада на челу са мајором Мухамедом Бегагићем, 311. лака бригада из Какња под командом мајора Фадила Имамовића, 314. брдска бригада из Зенице под командом мајора Џевада Смајлагића, 330. брдска бригада из Немиле, две лаке бригаде из рејона Тешња, 3. батаљон ИДГ и елитна 120. бригада „Црни лабудови“. Све наведене војне јединице потекле су из правца Завидовића и етнички очишћеног Гостовића. Надгледао их је командант Копнене војске генерал Расим Делић, са испоставе ИКМ у Брашљевини. У настојању да прикрију пораз, муслимански официри су јавно приказали смањен број учесника у операцији Брана 94, пошто амерички војни стручњаци процењују укупно учешће од 17.000 војника из оба корпуса. Главнина почетног напада Трећег корпуса, чији је штаб био у Зеници, концентрисана је на положаје Вучијачке бригаде ВРС из Подновља у рејону Свињашнице (од реке Криваје до Подсјелова) којом је командовао капетан Владета Живковић, а на Мотајичком батаљону у рејону Подволујака (од реке Криваје до села Оштрића) под командом Неђељка Сувајца-Пепа.
Да би припремили што боље полазне положаје за велику офанзиву на Озрен, муслимани су у априлу и мају извели успешну операцију под називом „Прољеће 94“, чији је циљ био вис Вијенац (619 м), 10 км северозападно од Бановића.

## Ток операције
Како се очекивало, Трећи корпус, са јединицама распоређеним у два ешалона, прво је напао бочне положаје које су држали припадници Четврте озренске бригаде ВРС и Мотајичког батаљона. Првог дана нападних дејстава, 1. јуна, елитни „Црни лабудови“ пробијају српску одбрану и заузимају објекат Паветину изнад села Подволујак. Истовремено припадници зеничке 314. бригаде избијају на Каменичку премет, гдје гине бранилац Ранко Тодоровић, а припадници зеничке 303. бригаде помјерају српску одбрану на Подсјелову ка Николином брду. Ујутро, у шест сати, ураган је кренуо. Српски борци су прихватили борбу, стисли зубе и одолијевају нападима.
Трпећи жестоке ударе, прихватајући борбу „прса у прса“, Вучијачка бригада је практично десеткована, али није попустила. Људски губици су били високи. На десетине бораца је тешко и лакше рањено у блиским борбама, па је ова бригада након уговорене обуставе ратних дејстава, 14. јуна повучена са тог дијела ратишта, а на њено мјесто је прекомандована лака пјешадијска бригада из Лакташа, под командом потпуковника Зорана Црнића. И Пепин батаљон је замењен батаљоном 43. моторизоване бригаде. Цијенећи комплексност ситуације, команда Првог крајишког корпуса ВРС, почетком јуна на овај дио ратишта упућује други батаљон Србачке бригаде. Наредних дана стигла су још два батаљона, тако да је 6. јуна комплетна Србачка бригада, састављена од младића подмотајичких села, Посавине и Лијевча поља, запосјела рејон одбране у дужини од 20 километара, од Поповог Осоја (село Медићи), преко Чукуре до Каменичке премети. Такође, команда 1.КК упућује и 1. батаљон војне полиције. Главна операција је започела 18. јуна, разбивши десетодневно примирје под покровитељством УН-а. План АРБиХ предвиђао је покрет клијешта са јединицама 2. корпуса које су нападале са истока и јединицама 3. корпуса које су нападале са запада како би се спојиле у средини 10 километара широког мостобрана. Почетно напредовање изненадило је ВРС-ову Озренску тактичку групу оперативне групе "Добој" и брзо пробило српске линије. Током наредне недеље, муслиманске трупе наставиле су напад, постепено пробијајући српску одбрану. До 26. јуна, јединице 2. и 3. корпуса АРБиХ биле су унутар српске територије, 3 километра од спајања. ВРС је, међутим, припремао смели противнапад, преместивши елитне јединице 1. крајишког и Источнобосанског корпуса у мостобран. До 1. јула, почетни противнапад повукао је елементе 3. корпуса АРБиХ даље од њихове главне осе. Док су се муслиманске трупе маневрисале да блокирају српски напад, ВРС им је омогућио да уђу у необележено минско поље на које је претходно усмерио артиљерију. Губици АРБиХ су били тешки, а шок од акције је омогућио појачањима ВРС да изврше противнапад и врате снаге 2. и 3. корпуса назад на почетне линије до 4-5. јула.